# 科洛姆纳区

科洛姆纳区（俄语：Коло́менский райо́н），俄罗斯联邦莫斯科州的一个行政区。总面积1112.28平方公里，总人口44,856（2010年）。行政中心位于科洛姆纳。